# Tom Murray
Thomas Blackwood "Tom" Murray, född 3 oktober 1877 i Biggar, Skottland, död där 3 juni 1944, var en brittisk curlingspelare. Han blev olympisk guldmedaljör vid olympiska vinterspelen 1924 i Chamonix.